# Kelly Slater
Robert Kelly Slater, född 11 februari 1972 i Cocoa Beach, Florida, är ansedd att vara världens bästa vågsurfare. Om inte annat är han den mest framgångsrike surfaren. Med 11 Quicksilver Pro-guldmedaljer (i rad) och nio världsmästartitlar är Slater känd för en explosiv surfstil och oerhörd talang. 
Kelly Slater har medverkat i ett tiotal surffilmer och han har ett eget datorspel Kelly Slater's Pro Surfer från 2002. Han har även medverkat i 27 avsnitt av tv-serien Baywatch på 1990-talet, där han spelade rollfiguren Jimmy Slade.